# I Liceum Ogólnokształcące im. Bolesława Chrobrego w Gnieźnie

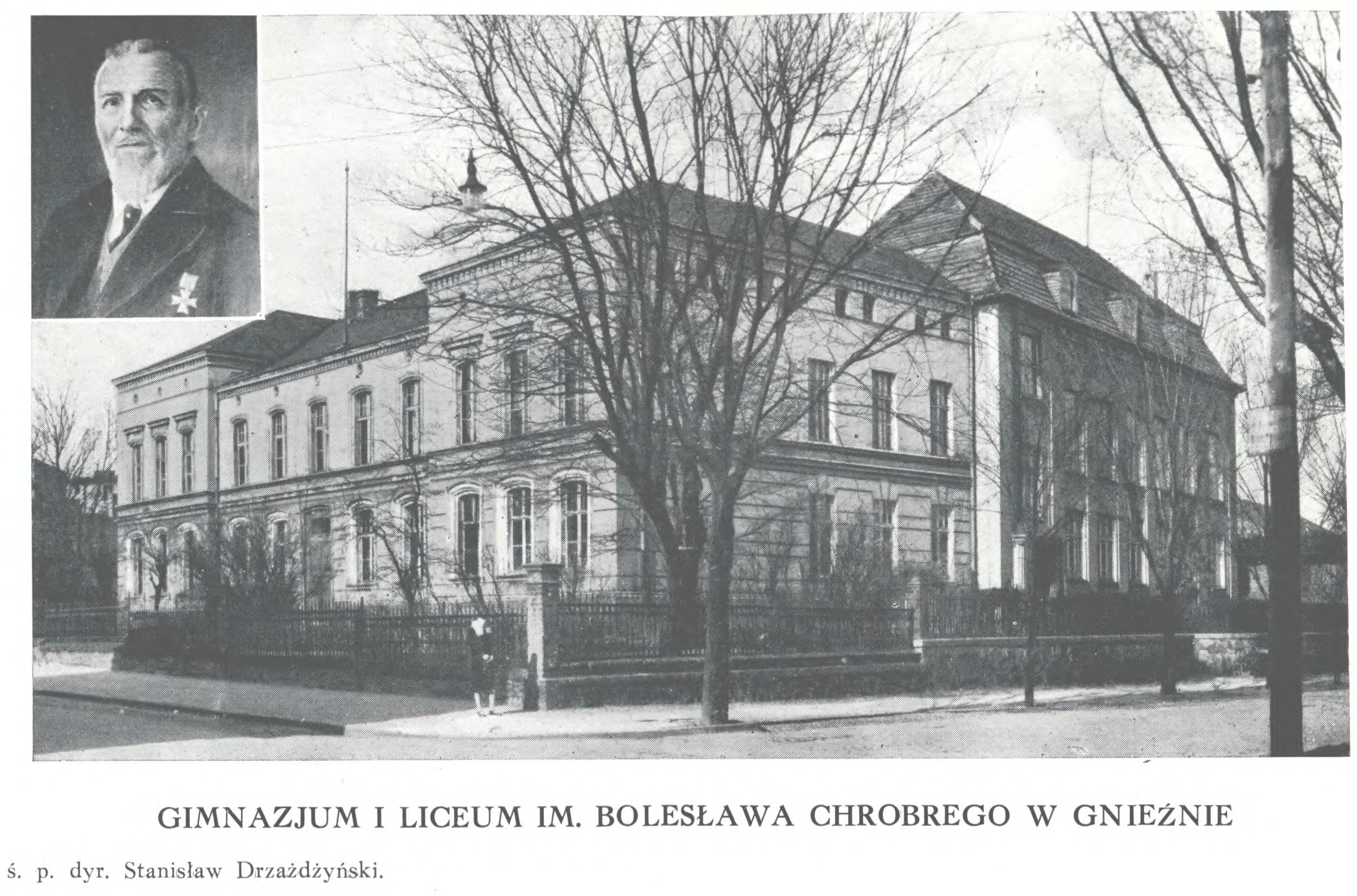
Gmach Gimnazjum i Liceum im Bolesława Chrobrego w Gnieźnie oraz portret St. Drzażdżyńskiego – dyrektora szkoły w latach 1919–1925

I Liceum Ogólnokształcące im. Bolesława Chrobrego w Gnieźnie (dawniej Królewskie Gimnazjum Gnieźnieńskie, Państwowe Gimnazjum im. Bolesława Chrobrego w Gnieźnie, Liceum Ogólnokształcące nr 16 im. Bolesława Chrobrego w Gnieźnie) – najstarsza szkoła średnia w Gnieźnie, jedno z trzech liceów ogólnokształcących na terenie miasta. Należy do Stowarzyszenia Najstarszych Szkół w Polsce.

## Historia
W 1863 władze zaboru pruskiego zgodziły się na utworzenie w Gnieźnie tzw. Wyższej Szkoły Miejskiej dla Chłopców z niemieckim językiem wykładowym. Jej uroczyste otwarcie nastąpiło 15 października 1863, a trzy lata później szkoła została upaństwowiona. Odtąd nosiła nazwę Królewskie Gimnazjum Gnieźnieńskie. Młodzież polska, wyrażając sprzeciw wobec polityki germanizacyjnej, w 1894 założyła konspiracyjną organizację – Towarzystwo im. Tomasza Zana. Pokłosiem jej działalności stał się udział uczniów szkoły w powstaniu wielkopolskim. Po odzyskaniu przez Polskę niepodległości, szkoła wznowiła działalność jako Gimnazjum i Szkoła Realna w Gnieźnie. W roku szkolnym 1920/1921 nastąpiła pełna jej repolonizacja. Szkoła otrzymała sztandar, w 1929 nadano jej imię Bolesława Chrobrego. W tym okresie rozpoczęto także publikację szkolnej gazetki Brzask. Po zakończeniu niemieckiej okupacji, w marcu 1945 szkoła wznowiła działalność jako Gimnazjum i Liceum im. Bolesława Chrobrego w Gnieźnie. W szkole działała antykomunistyczna Podziemna Armia Skautowska. Od roku szkolnego 1951/1952 placówka stała się koedukacyjna. Od 1947, na kilka dni przed uroczystością Wszystkich Świętych odbywa się Apel Poległych. W czasie jego trwania oddawany jest hołd dla zmarłych pracowników i uczniów szkoły. W latach 70. został napisany hymn szkoły, a także rozpoczęto obchodzenie Święta Patrona w dniu 18 kwietnia – w dniu prawdopodobnej koronacji pierwszego króla Polski. W 1978 szkołę przeniesiono z dotychczasowego budynku do nowo wybudowanego kompleksu. Nowy budynek powstał jako szkoła tysiąclecia dla uczczenia Tysiąclecia Państwa Polskiego, które obchodzono w 1966. W skład kompleksu miały wejść budynek muzeum, szkoła wraz z aulą, hala sportowa, amfiteatr, internat, stołówka i zespół obiektów sportowych. Z planowanych części ostatecznie wybudowane zostało Muzeum Początków Państwa Polskiego. 29 kwietnia 2000 w auli szkoły odbyło się wyjazdowe posiedzenie Sejmu Rzeczypospolitej Polskiej III kadencji. W auli odbywają się też Zjazdy gnieźnieńskie. Co pięć lat obchodzony jest jubileusz istnienia szkoły – zjazd jej absolwentów, zrzeszonych w Stowarzyszeniu Absolwentów I LO w Gnieźnie. W styczniu 2017 szkoła, jako jedyna w Gnieźnie, uzyskała odznakę Brązowa Szkoła 2017 w plebiscycie szkół ponadgimnazjalnych Perspektywy, zajmując 400. miejsce w Polsce.

## Profile edukacji
W szkole nauka odbywa się w klasach o profilu:
- biochemicznym
- medycznym
- politechnicznym
- programistycznym
- humanistyczno-lingwistycznym
- geograficzno-informacyjnym

W latach 2004–2015 prowadzony był eksperyment pedagogiczny klasa akademicka, zatwierdzony przez Ministerstwo Edukacji Narodowej, przy współpracy z Instytutem Kultury Europejskiej.

## Dyrektorzy
| Imię Nazwisko              | Okres sprawowania urzędu |
| -------------------------- | ------------------------ |
| ks. prof. Leon Łagoda      | 1918-1919                |
| dr Stanisław Drzażdżyński  | 1919-1925                |
| mgr Jan Birgfellner        | 1925-1939                |
| mgr Józef Sosna            | 1945-1950                |
| mgr Tadeusz Mallow         | 1950-1951                |
| mgr Mieczysław Rajewski    | 1951-1952                |
| mgr Edmund Justynowicz     | 1952-1956                |
| mgr Józef Sosna            | 1956-1961                |
| mgr Marian Bittner         | 1961-1971                |
| mgr Władysław Sobczak      | 1971-1978                |
| dr Paweł Kiczyłło          | 1978-1986                |
| mgr Ryszard Karmoliński    | 1986-1991                |
| mgr Bożena Politowicz      | 1991-2001                |
| mgr Bogusława Młodzikowska | 2001-2016                |
| mgr Paweł Matkowski        | 2016-                    |

## Monografia szkoły
W 1998 ukazała się monografia Z dziejów Gimnazjum i Liceum im. Bolesława Chrobrego w Gnieźnie autorstwa Ewy Mundt, absolwentki szkoły. I Liceum posiada także opracowane biogramy absolwentów – Wielką Księgę Chrobrzaków.

## Ceremoniał szkoły
Ceremoniał szkoły, poza tradycyjnymi akademiami, związanymi ze świętami państwowymi, tworzą również:
- Przyjęcie do grona Chrobrzaków uczniów klas pierwszych – odbywa się w połowie września, jest to ślubowanie uczniów pierwszych klas
- Apel Pamięci – apel poświęcony zmarłym profesorom, pracownikom i uczniom szkoły, odbywający się w przededniu uroczystości Wszystkich Świętych
- Święto Patrona Szkoły – obchodzony uroczyście 18 kwietnia, w prawdopodobną datę koronacji króla Bolesława Chrobrego
- Pożegnanie Absolwentów – organizowane w kwietniu, bezpośrednio przed egzaminami maturalnymi, podsumowanie nauki przez abiturientów

## Zajęcia pozalekcyjne
Uczniowie mają możliwość wzięcia udziału w wymianach międzynarodowych z Anglią, Danią, Holandią i Niemcami. Ponadto w szkole działają cztery koła pozalekcyjne – Szkolne Koło PCK, projekt Książnica.pl, Szkolne Koło Turystyczne Włóczykij i Koło Naukowe 3D. Organizowane są akcje ekologiczne i prozdrowotne (m.in. regularne honorowe oddawanie krwi). Szkoła organizuje także tzw. debaty oksfordzkie, będące publicznymi dyskusjami na różne tematy polityczne czy światopoglądowe. W szkole realizowane są projekty bezpośredniego wsparcia uczniów – Na dobry początek, skierowany dla uczniów klas pierwszych, Wspieramy Maturzystów oraz Tutoring.

## Budynek
Szkoła mieści się w kompleksie, nazywanym Pomnikiem, wybudowanym z okazji Tysiąclecia Państwa Polskiego. Według planów, szkoła miała posiadać własny internat, stołówkę i zespół obiektów sportowych wraz z pełnowymiarową halą i aulę. Zespół twórców szkoły składał się z następujących architektów: projektanci architektury i wnętrz: Jerzy Schmidt, Włodzimierz Wojciechowski, Bogdan Celichowski, Wojciech Kasprzycki; projektanci pomieszczeń i mebli: Waleria Kubacka-Schmidt, Jan Węcławski, Józef Jurek; projektanci mebli szkolnych: Czesław Kowalski, Leonard Kuczma oraz autor pomnika Józef Kopczyński. Ostatecznie, poza budynkiem muzeum, powstał sam gmach szkoły i aula. W 2011, w wyniku prac remontowych, prowadzonych przez muzeum, szkoła straciła dostęp do pomieszczeń, które dotychczas wykorzystywała jako bibliotekę i czytelnię. W 2014 wybudowano w patio budynku nową bibliotekę wraz z czytelnią.